# 楠葉花園町

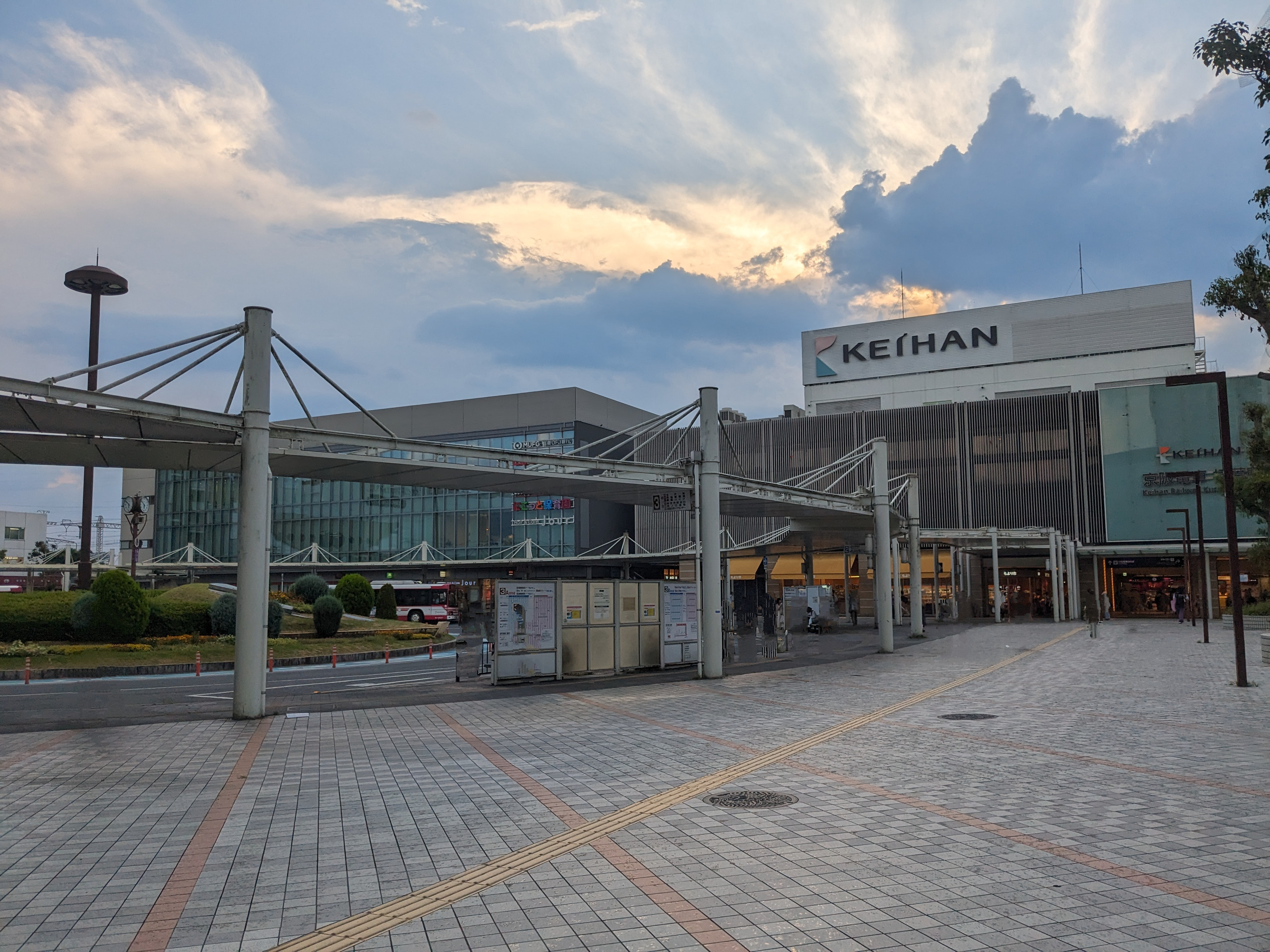
樟葉駅

楠葉花園町（くずははなぞのちょう）は、大阪府枚方市にある町丁。丁目はなし。郵便番号は573-1121。

## 地理
東は楠葉並木、西は楠葉、南は西船橋、北は町楠葉と隣接している。

## 交通

### 鉄道
- 京阪本線
  - (牧野阪)-樟葉駅-(京都府八幡市橋本中ノ町)

### バス
| 業者     | 路線名            | 起点   | 町内の停留所                          | 終点             |
| -------- | ----------------- | ------ | ------------------------------------- | ---------------- |
| 京阪バス | 118               | 樟葉駅 | 樟葉駅-くずはモール-(楠葉中町)        | 男山車庫         |
| 京阪バス | 13・138           | 樟葉駅 | 樟葉駅-くずはモール-(楠葉朝日)        | 京阪橋本         |
| 京阪バス | 9・10・12・14     | 樟葉駅 | 樟葉駅-くずはモール-(楠葉朝日)        | (環状)           |
| 京阪バス | 32                | 樟葉駅 | 樟葉駅-くずはモール-(楠葉朝日)        | 石清水八幡宮駅   |
| 京阪バス | 19                | 樟葉駅 | 樟葉駅-くずはモール-(楠葉朝日)        | (環状)           |
| 京阪バス | 16・16A・16B・16C | 樟葉駅 | 樟葉駅-くずはモール-(楠葉朝日)        | (環状)           |
| 京阪バス | 678               | 樟葉駅 | 樟葉駅-くずはモール-(楠葉朝日)        | 近鉄新田辺       |
| 京阪バス | 670               | 樟葉駅 | 樟葉駅-くずはモール-(楠葉朝日)        | 近鉄新田辺       |
| 京阪バス | 30・30A・31・直通 | 樟葉駅 | 樟葉駅-くずはモール-(楠葉朝日)        | 近鉄新田辺       |
| 京阪バス | 20・21            | 樟葉駅 | 樟葉駅-くずはモール-(楠葉朝日)        | (環状)           |
| 京阪バス | 5                 | 樟葉駅 | 樟葉駅-くずはモール-(楠葉朝日)        | (環状)           |
| 京阪バス | 6・7              | 樟葉駅 | 樟葉駅-くずはモール-(楠葉朝日)        | (環状)           |
| 京阪バス | 40                | 樟葉駅 | 樟葉駅-くずはモール-(楠葉朝日)        | 男山車庫         |
| 京阪バス | 91                | 樟葉駅 | 樟葉駅-くずはモール-(楠葉朝日)        | 長尾駅           |
| 京阪バス | 1・2・2A・3       | 樟葉駅 | 樟葉駅-くずはモール-(楠葉朝日)        | ポエムノール北山 |
| 京阪バス | 大2・大2A・直通   | 樟葉駅 | 樟葉駅-くずはモール-(楠葉朝日)        | ポエムノール北山 |
| 京阪バス | 92・93・94        | 樟葉駅 | 樟葉駅-くずはモール-(楠葉朝日)        | 枚方カントリー   |
| 京阪バス | 95                | 樟葉駅 | 樟葉駅-くずはモール-(楠葉朝日)        | 藤阪ハイツ       |
| 京阪バス | 84                | 樟葉駅 | 樟葉駅-くずはモール-なみき-(船橋本町) | (環状)           |
| 京阪バス | 97                | 樟葉駅 | 樟葉駅-くずはモール-なみき-(西船橋)   | 藤阪ハイツ       |
| 京阪バス | 87                | 樟葉駅 | 樟葉駅-くずはモール-なみき-(西船橋)   | (環状)           |

## 校区
出典:
| 区域 | 小学校 | 中学校 |
| ---- | ------ | ------ |
| 全域 | 樟葉西 | 楠葉西 |

## 施設
- 樟葉駅
- くずはモールミドリのモール
  - ダイエー くずはモール店・イオンフードスタイル
  - 京阪百貨店 くずはモール店
  - 大起水産 回転寿司 京阪くずはモール店
- くずはモールヒカリのモール
  - マクドナルド くずはモール店
  - TOHOシネマズ くずはモール
  - ユニクロ くずはモール店
  - エディオン くずはモール店
- 大阪歯科大学 楠葉学舎
- ローソン 枚方楠葉花園町店
- 関西医科大学くずは病院